# Durmitor
Durmitor (v cyrilici Дурмитор) je pohoří, které se nachází na severu Černé Hory, u hranic s Bosnou a Hercegovinou. Je součástí Dinárských hor. Nejvyšším vrcholem Durmitoru je Bobotov kuk (2 523 m). Celá oblast je tvořena vápencem, stejně jako zbytek jaderského pobřeží Chorvatska a Bosny a Hercegoviny. Z administrativního hlediska se pohoří rozkládá na území obcí Plužine, Šavnik a Žabljak.

## Název
Jedna z teorií o původu názvu Durmitor ukazuje na původu z dáko-románského jazyka, a to na slovo, které označuje místo pro přespávání. Na území států bývalé Jugoslávie se nachází obdobné místní názvy, které označují další hory, např. Visitor nejspíše z dáko-románského visător (spáč), nebo Cipitor), označující totéž.
Podle druhé teorie je název keltského původu a označuje vodu z hory (původně dru mi tore) nebo také hřebenatou horu. Keltského původu je označení také nedaleké řeky Tary, která byla vnímána v keltské mytologii jako bohyně. Stejně tak řeka Zeta má název, který je keltského původu.

## Podnebí

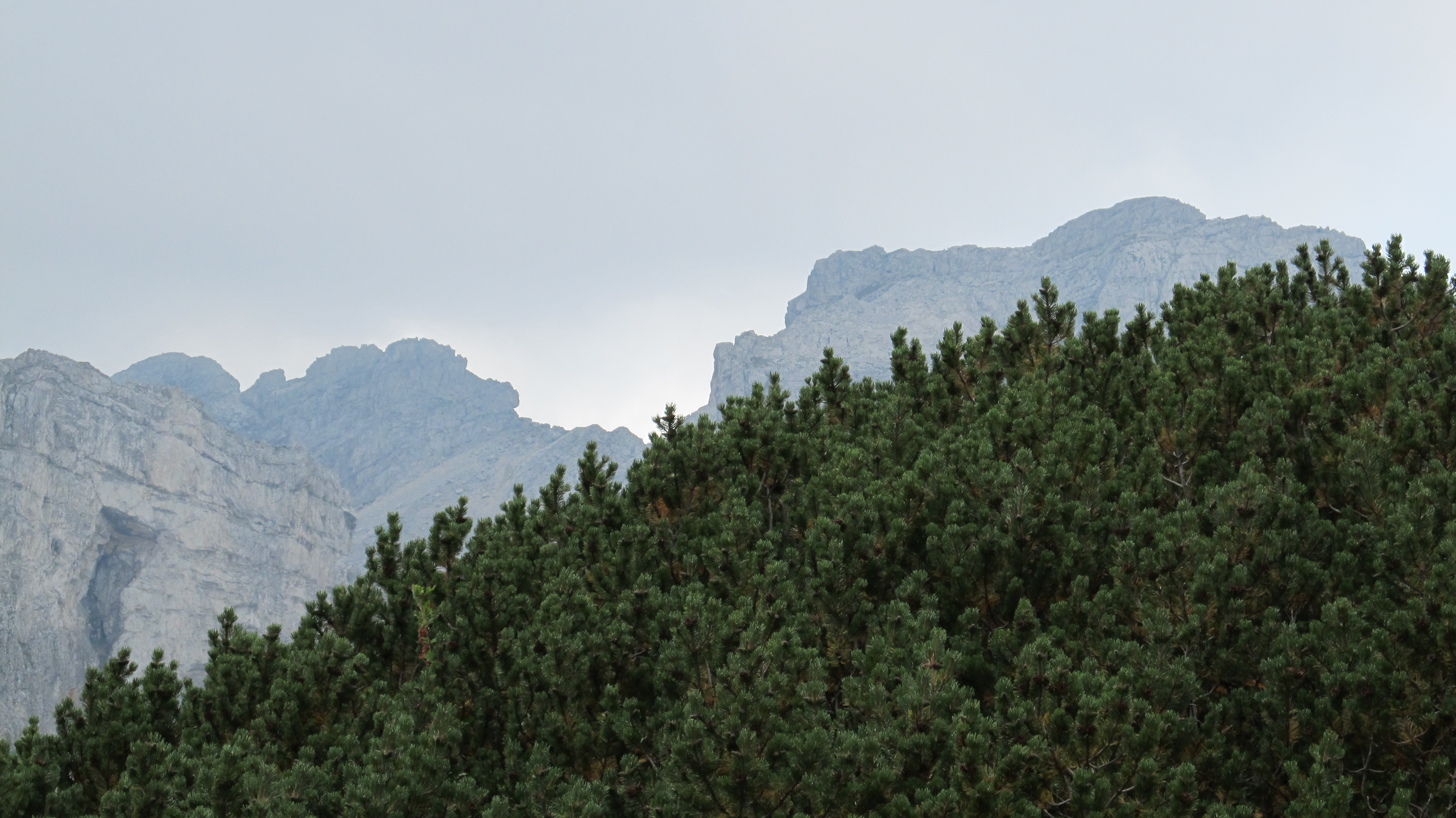
Bobotov Kuk a Bezimeni vrh v Durmitoru.

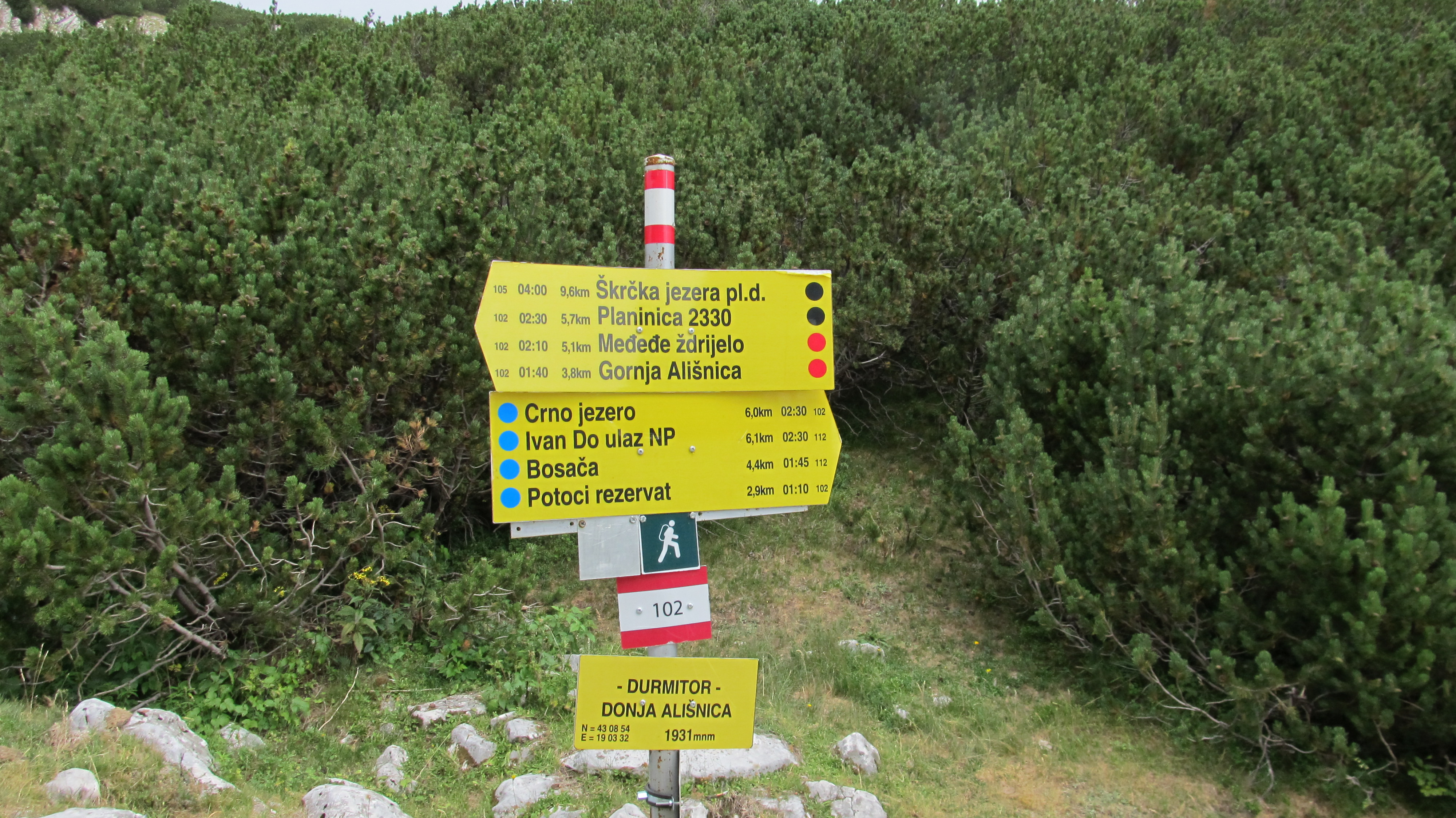
Turistické značení v lokalitě Donja Ališnica.

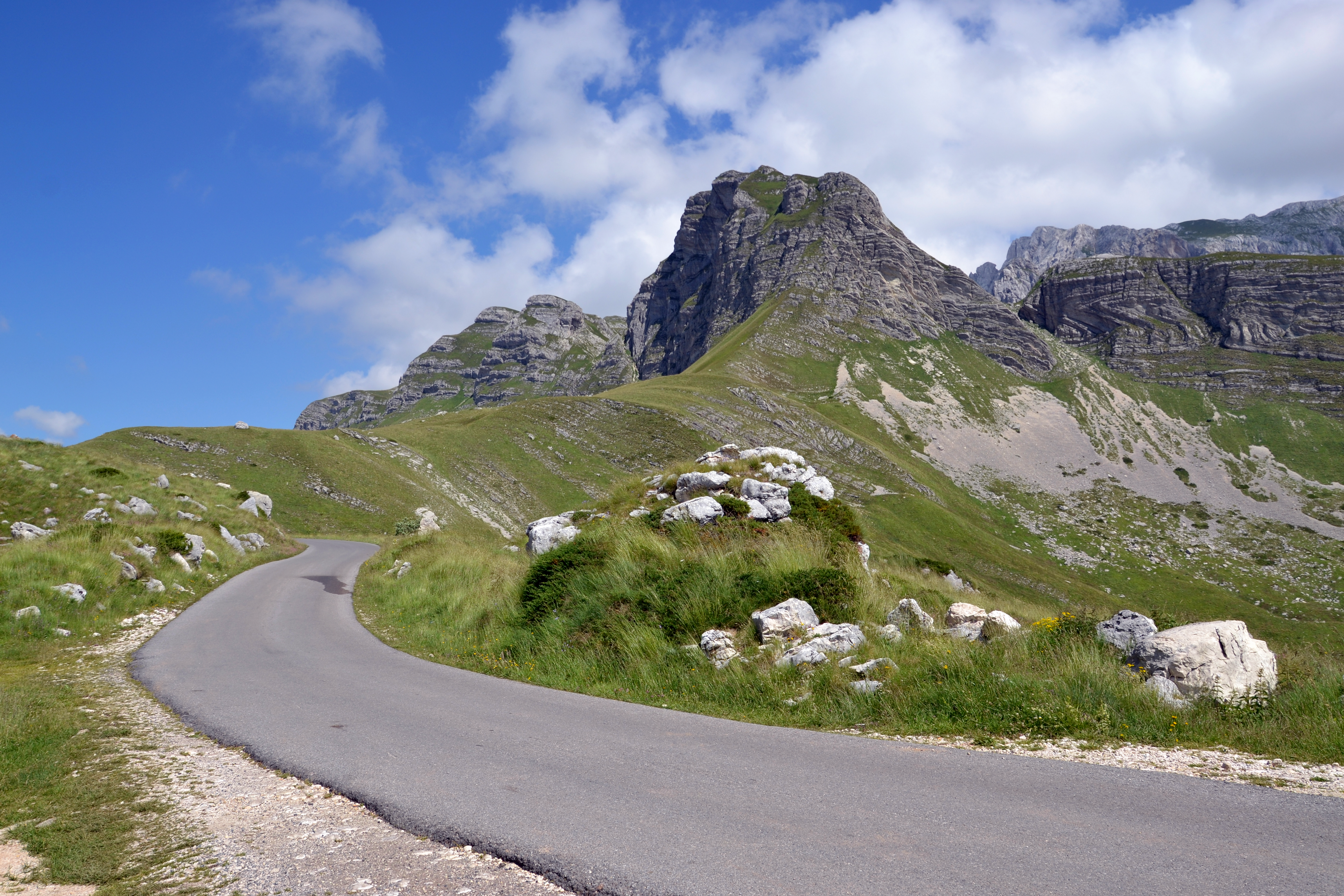
Silnice v horské krajině.

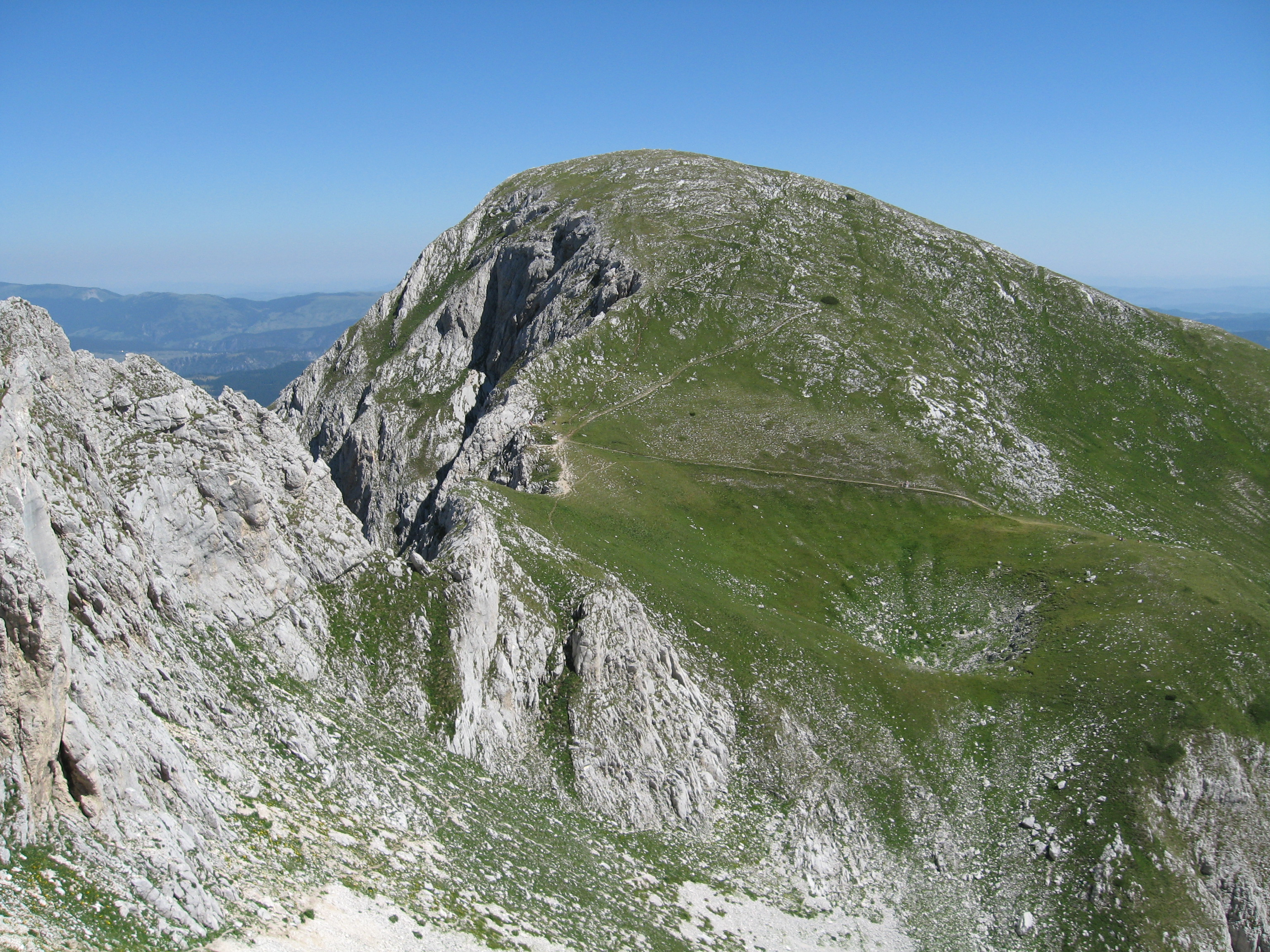
Vrchol Savin Kuk.

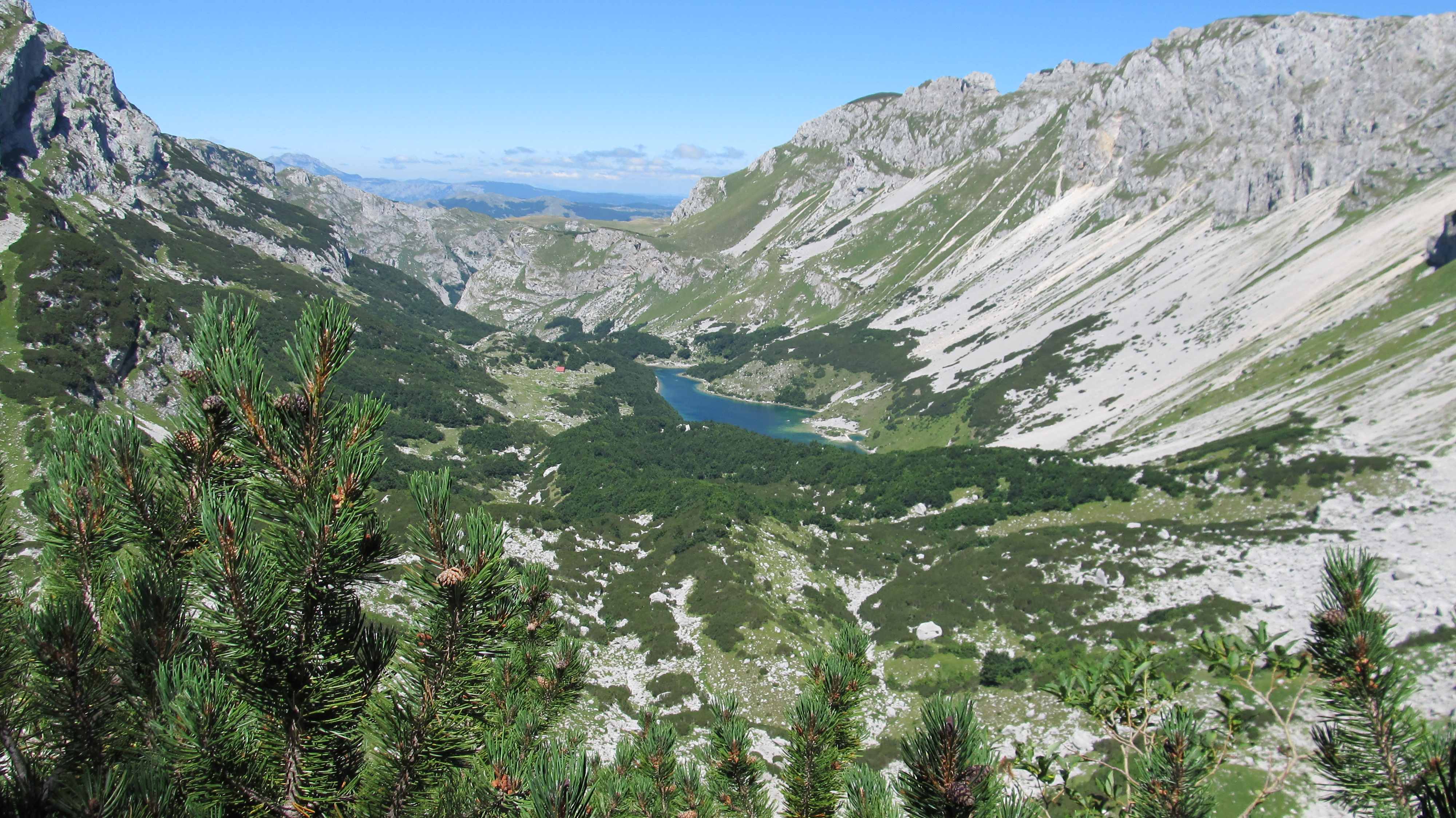
Veliko Škrčko jezero.

Díky blízkosti Jaderského moře má Durmitor částečně přímořské podnebí, ovlivňují jej ale i charakteristiky, typické pro balkánské vnitrozemí. Teploty jsou tak nižší, než by pro danou zeměpisnou šířku byly typické; toto je dáno ale hlavně vyšší nadmořskou výškou. 
V zimě často sněží, neboť se teplé vzdušné masy z prostoru nad mořem sráží s těmi chladnějšími, které směřují z vnitrozemí. Třímetrová sněhová pokrývka v zimních měsících zde není ničím neobvyklým a občas sněží i na jaře. Na některých místech sníh zůstává i přes léto. Podle lokality se zimní teploty v měsíci lednu pohybují mezi −8 °C až −3 °C a v červenci mezi 7 °C až 15 °C. Na nejvyšších vrcholech překonává úhrn srážek míru 2000 mm. V létě většinou neprší.
Meteorologická stanice Žabljak ve výšce 1450 metrů nad mořem naměřila jako průměrné údaje pro leden −4,8 °C, pro červenec 13,8 °C a roční průměr potom 4,8 °C.
Vzhledem k změně klimatu je možné, že by v Durmitoru v letních měsících zcela sníh vymizel do roku 2050.

## Hydrologie

### Jezera
V pohoří se dochovalo 18 ledovcových jezer. Místní jim říkají gorske oči tedy "horské oči" a významně přispívají k výjimečnosti parku. Jedná se o následující:
- Černé jezero (srbsky Crno jezero)
- Veliko Škrčko jezero
- Malo Škrčko jezero
- Zeleni Vir
- Jablan jezero
- Valovito jezero
- Vir u Lokvicama
- Jezero Srablje
- Modro jezero
- Suvo jezero
- Zminje jezero
- Barno jezero
- Pošćensko jezero
- Zabojsko jezero
- Vražje jezero
- Riblje jezero
- Zminčko jezero
- Sušičko jezero

### Vodní toky
Kaňony místních řek patří k často navštěvovaným. Z Durmitoru vytéká řada potoků a řek, většinou horské bystřiny. Impresivní je kaňon řeky Tary a také Pivy, dvou hlavních, které odvodňují pohoří. Kromě toho na Durmitoru pramení i řada dalších podobných. Přítomné jsou i ponorné řeky. Známý je také pramen Savina voda v nadmořské výšce okolo 2200 m n. m. Jeho specifičnost, daná vysokou nadmořskou výškou, také vedla k tomu že byl v černohorských dějinách předmětem řady bájí a legend.
V Durmitoru lze najít také značnou řadu vodopádů, např. vodopád Skakavac apod.

## Geologie
Pohoří se z geologického hlediska skládá ze silně zvrásněných druhohorních vápenců, které jsou značně poznamenány činností dávných ledovců a tektonickými pohyby. Na rozdíl od řady jiných pohoří, a to i černohorských (např. Prokletije), zde nevznikla ledovcová údolí, neboť se ledovce formovaly jen na náhorní plošině.
Mezi četné krasové jevy zde patří závrty, jeskyně, propasti. Srbský geograf Jovan Cvijić považoval Durmitor za lokalitu s nejvyšší mírou zalednění v období poslední doby ledové. V minulosti se zde nacházelo 12 ledovcových karů.

## Obyvatelstvo
V horách je pouze několik malých vesnic (katuni), kde se daří toliko pastevcům. Vzhledem k tomu, že pohoří obklopují hluboká údolí, kde není dostatek pastvy, museli pastevci v zimních měsících držet dobytek ve stodolách; na jaře a na podzim byl držen v nižších polohách a v letních měsících v polohách vyšších.
Jedinou z vesnic, která se rozrostla do podoby plnohodnotné moderní obce, resp. malého města, je Žabljak.

## Historie

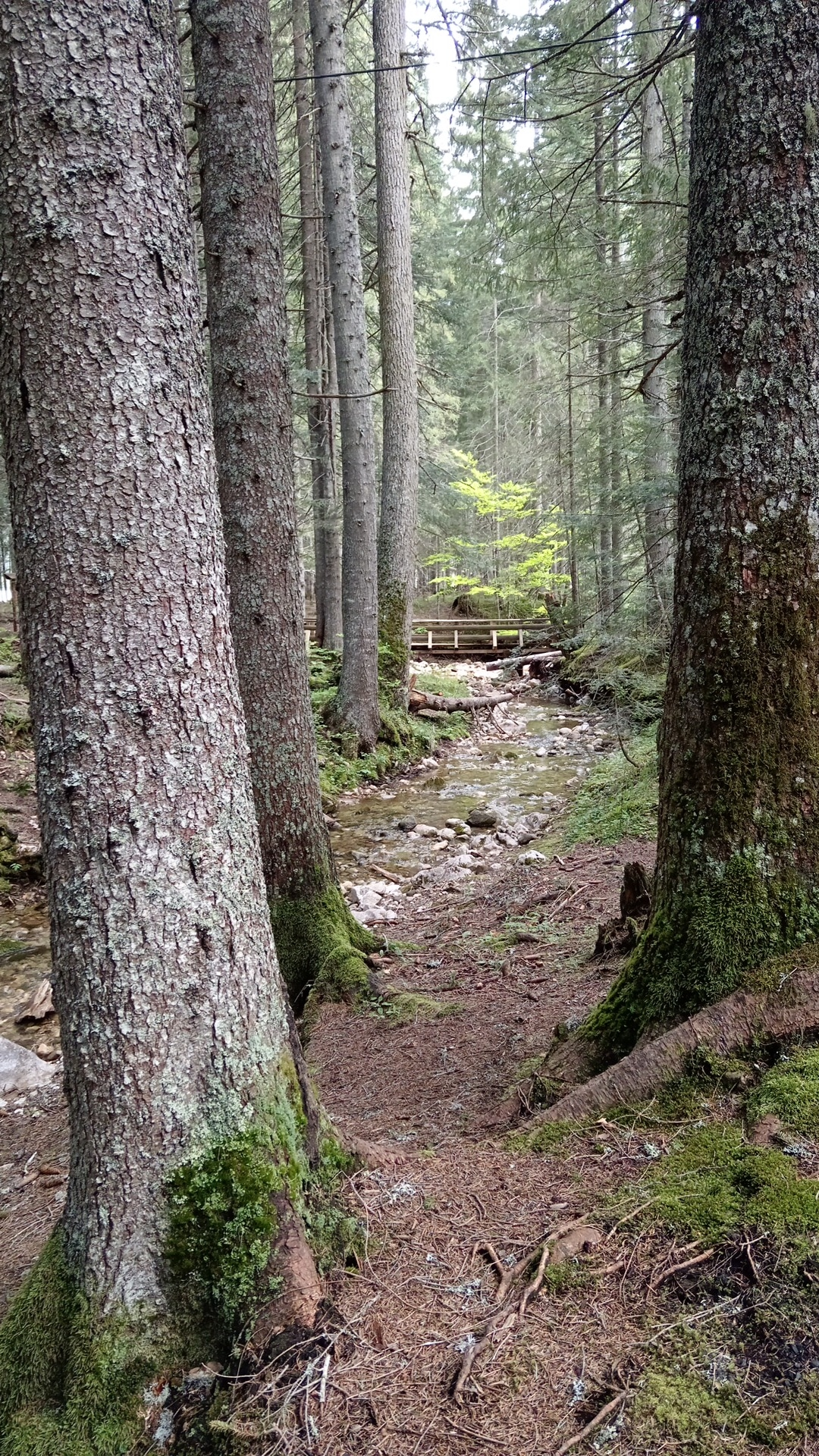
Jehličnaté lesy na Durmitoru.

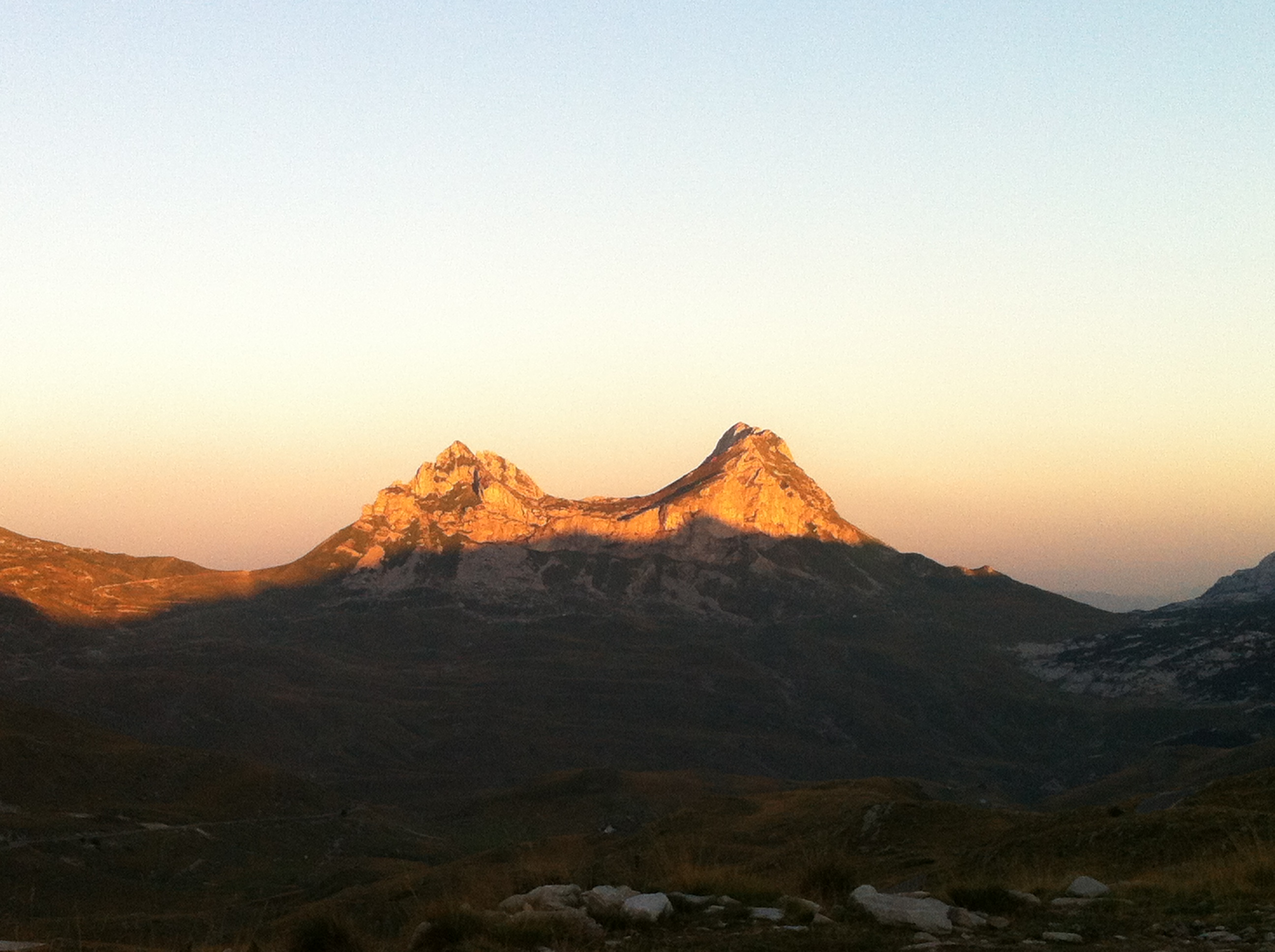
Vrchol Sedlo při západu slunce.

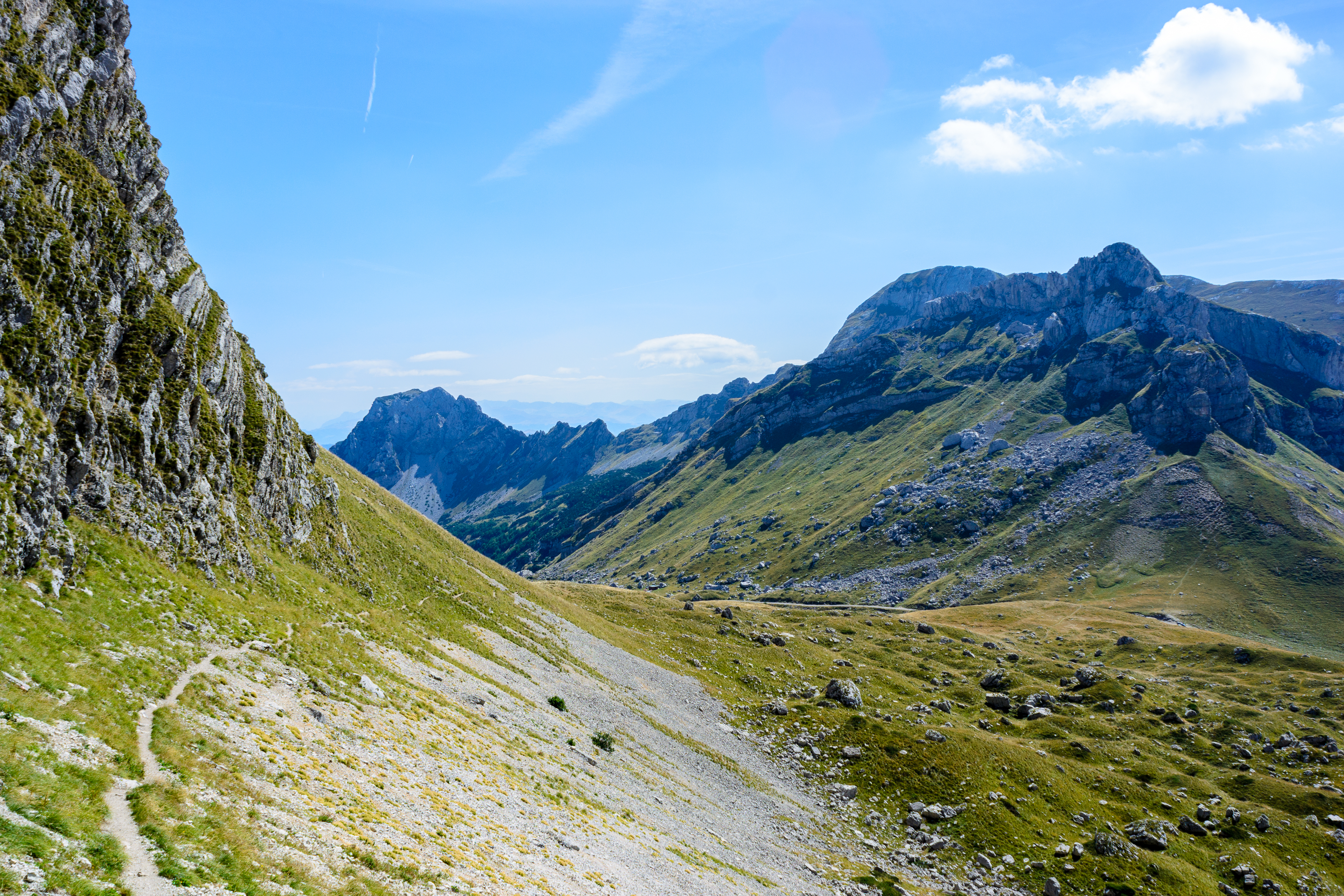
Stezka na Durmitoru.

Po příchodu Slovanů do této oblasti se část pohoří stala součástí středověkého srbského státu a část knížectví Zety. O několik století později, po příchodu Turků, se stalo pohoří velkou hrází, která bránila impériu získat některé okolní oblasti. Durmitor odolával turecké armádě značnou dobu; pro Osmanskou říši byl nicméně zdrojem nestability. Byla zde zabita spousta Turků, např. zde padl Smail-aga Čengić.
Berlínským kongresem a získáním Bosny a Hercegoviny pro Rakousko-Uhersko se pohoří stalo pohraničním krajem, který odděloval Osmanskou říši od území kontrolovaného z Vídněs. Součástí Černé Hory se stal až po první balkánské válce v roce 1912.
Okrajové části pohoří, především jeho severní část, byly zachyceny v rámci tzv. třetího vojenského mapování na konci 19. století, kdy Rakousko-Uhersko dokumentovalo své území včetně Bosny a Hercegoviny. Tehdejší mapy zachycují různé osady pastevců na náhorní plošině a cesty mezi nimi.
Po dobytí a rozbití Jugoslávie nacistickým Německem a fašistickou Itálií bylo pohoří součástí černohorského loutkového státu a okupováno italskou armádou. Vypuklo zde povstání; místní obyvatelstvo vstupovalo do partyzánských jednotek. V Žabljaku se nacházela partyzánská nemocnice, kam mimo jiné byli posíláni i ranění ze Srbska, kde rovněž probíhal boj (v rámci tzv. Užické republiky). Hotel Durmitor, kde se nemocnice nacházela, byl nicméně během války zbořen. Italové věnovali značné úsilí likvidaci povstání.
V letech 1942–1943 se zde ukrývali jugoslávští partyzáni a Josip Broz Tito. Stojí zde mimo jiné i jeskyně, kde jugoslávský vůdce za války pobýval. Jedna z jednotek partyzánského vojska byla právě podle Durmitoru pojmenována a proslavila se tím, že osvobodila město Foča na jihovýchodě dnešní Bosny a Hercegoviny.
Po druhé světové válce se uskutečnil skromný, byť jistý rozvoj turistiky, resp. především zimních sportů. Vznikly nové ubytovací kapacity. Republika Černá Hora v rámci Jugoslávie investovala do dvou skokanských můstků u Žabljaku a vzniku letiště na náhorní plošině. Jednalo se o objekt se zatravněnou ranvejí pro malá letadla. Provozovány byly pravidelné lety do Bělehradu. Rozvoj skoků na lyžích a obecně potenciál Durmitoru však zastavil rozpad Jugoslávie v 90. letech 20. století.

## Vrcholy
V pohoří se nachází 48 vrcholů nad 2000 metrů nad mořem. Je tomu tak především pro to, že v nadmořské výšce 1500 m n. m. se rozkládá velká náhorní plošina s názvem Jezerska površ, kterou na několika místech překonávají vysoké kaňony, ale ze které se tyto majestátní vrcholy vypínají. Ty nejvyšší jsou:
- Bobotov Kuk 2 522 m
- Bezimeni Vrh 2 487 m
- Šljeme 2 455 m
- Istočni Vrh Šljemena 2 445 m
- Soa / Đevojka 2 440 m
- Milošev Tok 2 426 m
- Bandijerna 2 409 m
- Rbatina 2 401 m
- Lučin Vrh 2 396 m
- Prutaš 2 393 m
- Minin Bogaz 2 387 m
- Planinica 2 330 m
- Kobilja Glava 2 321 m
- Savin Kuk 2 313 m
- Šupljika 2 310 m

## Ochrana přírody
Centrální část pohoří s hlubokými kaňony řek Tara, Draga a Sušica byla roku 1952 prohlášena národním parkem. Od roku 1980 je Národní park Durmitor zapsán na Seznam světového přírodního dědictví UNESCO. 

## Pamětihodnosti a kulturní památky
Durmitor je charakteristický také díky přítomnosti ruin různých pevností, mostů a domů (například pohraničníků). V údolí řeky Tary se nachází různé kláštery. Lze se také setkat i se středověkými náhrobními kameny, typickými pro tento region – stećky. Kostel v Žabljaku je rovněž historický, pochází z roku 1862.

## Doprava
Durmitor křižuje celá řada silnic. Nejvýznamnější je komunikace, která spojuje města Pljevlja a Nikšić a vede přes zmíněné letovisko Žabljak. K této severo-jižní komunikaci poté patří i regionální silnice, která obchází z jižní strany nejvyšší vrcholky Durmitoru a stoupá až do výšky 1900 metrů nad mořem a Žabljak pojí s údolím řeky Pivy.
Do pohoří nevede žádná železnice.
Spousta dalších cest vede po celém pohoří, jsou ale nezpevněné a spojují s hlavními silnicemi většinou odlehlejší osady, tj. zmíněné katuny.

## Turistika
Významným turistickým střediskem pro letní i zimní sporty je zmíněný Žabljak. Letní sezóna trvá od července do září. Rozšířena je pěší turistika, v Durmitoru se nachází turisticky značené trasy. Oblíbený je rovněž kaňon řeky Tary. 
Vzhledem k odlehlosti od větších měst i tomu, že je Durmitor stranou od dopravních tahů, nebyla lokalita tolik rozvíjena z hlediska turistického ruchu, jako jiná místa v Černé Hoře nebo bývalé Jugoslávii.
Durmitor je oblíben mezi místními turisty, v Evropě tolik populární jako destinace naopak není.

## Flóra a fauna
V Durmitoru je zastoupeno na 1300 druhů různých rostlin, včetně glaciálních reliktů a endemických druhů. Náhorní plošina je většinou pustá, roste zde převážně tráva a kleč, potom také různé druhy mechů. Na svazích se nachází jehličnaté a listnaté lesy; v druhé polovině 20. století zabíraly ty jehličnaté plochu cca 5000 hektarů, listnaté okolo dvou tisíc hektarů. Na nepřístupných a člověku velmi odlehlých místech se vyskytuje borovice černá (srbsky Crni bor). Také zde roste místní endemický javor Acer visianii. V uvedené době byly mnohé z lesů ještě nedotčené člověkem.
Žijí zde různé druhy šelem, včetně medvěda hnědého. Přítomný je rovněž kamzík horský.

## Zajímavosti
V lidové verzi černohorské hymny se zpívá Durmitore, jel' ti žao, što se Lovćen opjevao, tedy, zdali pohoří není líto, že hymna je především o hoře Lovćen. Mimo to řada lidových písní pohoří Durmitor často zmiňuje. Tradičním hudebním nástrojem pro region jsou gusle.
V době před roztržkou Tita a Stalina se mimo jiné jako symbol jednoty dělnického hnutí používalo označení Od Kamčatky po Durmitor.